# Kurtöp
Le kurtöp (en dzongkha : kurtöpkha) est une langue tibéto-birmane parlée au Bhoutan.

## Répartition géographique
Le kurtöp est parlé dans le nord-est du Bhoutan.

## Classification interne
Le kurtöp est une des langues bumthang, un sous-groupe des langues bodiennes de l'Est de la famille tibéto-birmane. 

## Sources
- (en) Gwendolyn Hyslop, 2011, A grammar of Kurtöp, thèse, Eugene, University of Oregon.
- (en) Mark Donohue (éditeur) Kurtöp dans Bhutan Linguistics.